# Rubén Ramírez Hidalgo
Rubén Ramírez Hidalgo es un exjugador profesional de tenis nacido el 6 de enero de 1978 en Alicante, España que ha ganado 32 títulos challenger (11 en individuales y 21 en dobles), pero que no ha logrado ninguno ATP; llegando, aun así, a 3 finales de dobles.

## Títulos Challenger (32; 11+21)

### Finalista en dobles ATP (3)
- 2007: Viña del Mar (junto a Albert Montañés pierden ante Paul Capdeville y Óscar Hernández).
- 2007: Costa do Sauipe (junto a Albert Montañés pierden ante Lukas Dlouhy y Pavel Vízner).
- 2007: Buenos Aires (junto a Albert Montañés pierden ante Martín García y Sebastián Prieto).

### Individual (11)
| N.º | Fecha      | Torneo           | Superficie    | Oponente en la final | Resultado        |
| --- | ---------- | ---------------- | ------------- | -------------------- | ---------------- |
| 1.  | 02.10.2002 | Braşov           | Tierra batida | Lovro Zovko          | 2-6 6-1 7-5      |
| 2.  | 07.10.2002 | Barcelona        | Tierra batida | Albert Portas        | 4-6 6-4 6-1      |
| 3.  | 30.06.2003 | Košice           | Tierra batida | Tomáš Zíb            | 6-3 4-6 6-4      |
| 4.  | 23.05.2005 | Liubliana        | Tierra batida | Massimo Dell'Acqua   | 6-7(2) 5-2 ab    |
| 5.  | 14.01.2008 | La Serena        | Tierra batida | David Marrero        | 6-3 6-1          |
| 6.  | 08.03.2010 | Rabat            | Tierra batida | Marcel Granollers    | 6-4 6-4          |
| 7.  | 07.06.2010 | Košice           | Tierra batida | Filip Krajinovic     | 6-3, 6-2         |
| 8.  | 05.07.2010 | Pozoblanco       | Dura          | Roberto Bautista     | 7-6, 6-4         |
| 9.  | 07.04.2012 | San Luis Potosí  | Tierra batida | Paolo Lorenzi        | 3–6, 6–3, 6–4    |
| 10. | 06.05.2012 | Túnez            | Tierra batida | Jeremy Chardy        | 6-1,6-4          |
| 11. | 21.04.2013 | Ciudad de Panamá | Tierra batida | Alejandro González   | 6-4, 5-7, 7-6(4) |

### Dobles (21)
| N.º | Fecha      | Torneo                 | Superficie    | Pareja    | Oponente en la final     | Resultado         |
| --- | ---------- | ---------------------- | ------------- | --------- | ------------------------ | ----------------- |
| 21. | 03.09.2016 | Challenger de Curitiba | Tierra batida | Pere Riba | Andre Ghem Fabricio Neis | 6-7(3), 6-4, 10-7 |

### Clasificación en torneos del Grand Slam
| Torneo          | 2013 | 2012 | 2011 | 2010 | 2009 | 2008 | 2007 | 2006 | 2005 | 2004 | 2003 | Títulos |
| --------------- | ---- | ---- | ---- | ---- | ---- | ---- | ---- | ---- | ---- | ---- | ---- | ------- |
| Australian Open | 1r   | -    | 1r   | -    | -    | -    | 1r   | -    | -    | 1r   | -    | 0       |
| Roland Garros   |      | 1r   | 2r   | -    | -    | -    | 1r   | 4r   | -    | 1r   | -    | 0       |
| Wimbledon       |      | 1r   | 1r   | -    | -    | -    | 1r   | 1r   | -    | 1r   | -    | 0       |
| US Open         |      | 2r   | -    | 1r   | 1r   | -    | 1r   | 1r   | -    | -    | 1r   | 0       |